# ヤマモリ (アクリル装飾)
株式会社ヤマモリ（英: YAMAMORI Inc.）は、テレビ番組の美術スタッフ内でのアクリル装飾のリース・販売などを事業する企業である。フジテレビ、TBSテレビ、テレビ朝日の美術担当者が多数である。

## 会社データ

### 所在地
- 本社：〒105-0012 東京都港区芝大門2-10-4 SGビル
- 新木場営業所：〒135-0053 東京都江東区辰巳3-16-16
- フジテレビ局内控室：〒137-8088 東京都港区台場2-4-8
- フジテレビ湾岸スタジオ内デスク：〒137-8691 東京都江東区青海2-3-23
- TBS局内デスク：〒107-8066 東京都港区赤坂5-3-6

### 役員
- 代表取締役社長：山森隆
- 専務取締役：山森寛
- 常務取締役：山森純一
- 取締役営業部長：太田浩
- 取締役総務部長：塚田直樹

## 主な作品
（凡例）F：フジアール、TC：テレビ朝日クリエイト、TACT:TBSアクト←A：アックス（旧社名）

### テレビ番組
（凡例）太字：現在放映中また継続中（特番の場合）の番組・これから放映される番組。